# Ла Хасијенда (Њу Мексико)
Ла Хасијенда (енгл. La Hacienda) насељено је место без административног статуса у америчкој савезној држави Њу Мексико.

## Демографија
По попису из 2010. године број становника је 725.
| Група             | 2000.    | 2010.       |
| Белци             | 0 (0,0%) | 167 (23,0%) |
| Афроамериканци    | 0 (0,0%) | 1 (0,1%)    |
| Азијати           | 0 (0,0%) | 3 (0,4%)    |
| Хиспаноамериканци | 0 (0,0%) | 550 (75,9%) |
| Укупно            | 0        | 725         |